# Peter Karlsson (tennis de table)
Pour les articles homonymes, voir Peter Karlsson et Karlsson.
Peter Karlsson est un pongiste suédois né le 29 mai 1969 à Stenstorp (Suède). 
Coéquipier de Jan-Ove Waldner et Jörgen Persson en équipe de Suède, il a un palmarès impressionnant. En 2008, il participe au championnat français de PRO A avec Levallois après avoir évolué notamment à l’Élan Nevers.
Karlsson est élu au Temple de la renommée du tennis de table en 2003.
Peter Karlsson est membre du club des Champions de la Paix, un collectif d'athlètes de haut niveau créé par Peace and Sport, organisation internationale basée à Monaco et œuvrant pour la construction d'une paix durable grâce au sport. En octobre 2010, Peter Karlsson s'est notamment rendu à Dili au Timor oriental pour inaugurer le programme « Ping Pong Ba Dame » (Ping-Pong pour la Paix) initié par Peace and Sport et la Fédération Internationale de Tennis de Table (ITTF).

## Palmarès
- Champion du Monde en double : 1991
- Champion d’Europe en simple : 2000
- Finaliste du top 12 européen : 1993, 1998, 2001

Par équipes:
- Champion du Monde par équipe : 1989, 1991, 1993, 2000
- Champion d’Europe par équipe : 1990, 1992, 1996, 2000, 2002
- Champion de France de PRO A avec l'Elan Nevers en 2002, 2003 et 2004 et avec Levallois SC TT en 2008
- Finaliste de la Coupe d'Europe Nancy-Evans avec l'Elan Nevers en 2000, 2001 et 2002
- Demi-Finaliste de la Ligue des Champions avec l'Elan Nevers en 2003

## Clubs successifs
- Falkenbergs BTK  (1992-)
- Spvg Steinhagen
- Elan Nevers Nièvre  (2000-2004)
- AS Pontoise-Cergy TT  (2004-2005)
- Levallois SC TT  (2005-2008)